# Antennaria flagellaris
Antennaria flagellaris és una mena de planta herbàcia de la família de les asteràcies. És nativa d'Amèrica del Nord.
És nativa d'Amèrica del Nord occidental des de Columbia Britànica a Califòrnia i Wyoming, però sobretot a la Gran Conca, on és membre de la comunitat vegetal del matoll d'artemisa.
És una herba perenne que forma un petit pegat prim a terra de no més de 2 centímetres d'alçada. Creix d'un prim càudex i es propaga a través de fines teranyines, nervis i estolons. Les fulles són grisenques i llanudes d'un a dos centímetres de llargària i generalment en forma de llança. La petita inflorescència té un sol cap de flor amb menys d'un centímetre d'amplària. L'espècie és dioica, amb plantes masculines produeixen flors estamenades i plantes femenines que les produeixen pistil·lades. El fruit és un desigual aqueni de fins a un centímetre de llarg, incloent el seu llarg i suau vil·là.

## Taxonomia
Antennaria flagellaris va ser descrita per Asa Gray i publicat a Proceedings of the American Academy of Arts and Sciences 17: 212–213. 1882.

## Etimologia
- Antennària: nom genèric que deriva de la llatina antenna, a causa de la semblança de les flors masculines amb les antenes dels insectes.[2]

- Flagellaris: epítet llatí que significa 'amb flagels'.[3]

## Sinonímia
Antennaria dimorpha var. flagellaris A.Gray